# Чи вмієте ви жити?
«Чи вмієте ви жити?» (рос. «Умеете ли вы жить?») — художній фільм-мелодрама виробництва СРСР 1970 року режисера Олександра Муратова, знятий на Кіностудії імені О. Довженка.

## Зміст
У Наташі Королюк із дитинства виявилися здібності до музики. Вона закінчила консерваторію в Харкові і вже готувалася узятися за нову і цікаву діяльність. Та її життєві плани змінилися, коли вона зустріла піаніста Олександра. Вона одружилася з ним і оселилася в Москві. Та дуже скоро Наташа розуміє, що її чоловік — звичайна посередність і зубожілий представник богеми, який не мислить іншого життя, крім розваг. Діяльна Наташа не хоче пов'язувати свою долю з такою людиною і повертається в рідні краї.

## У ролях
| Актор              | Роль                                                          |
| ------------------ | ------------------------------------------------------------- |
| Ірина Терещенко    | Наташа Королюк піаністка, студентка Харківської консерваторії |
| Сергій Десницький  | Дмитро Сергійович Танцюра головний інженер заводу             |
| Андрій Вертоградов | Олександр Донченко піаніст                                    |
| Микола Лебедєв     | Борис Єгорович Донченко директор заводу, батько Олександра    |
| Ганна Тимирьова    | мати Бориса Єгоровича Донченка (у титрах Г.Книппер)           |
| Олексій Северин    | співак                                                        |
| Георгій Мартинюк   | Савелій приятель Дмитра                                       |
| Ірина Кареллі      | Ліза                                                          |
| Лідія Рюміна       | хозяйка квартири (у титрах М.Рюмина)                          |
| Олександр Ширвіндт | Борис Есипович викладач консерваторії                         |
| Ніна Феклісова     | Ліда московська любов Савелія                                 |
| Валентина Шарикіна | Віра москвичка, подруга Ліди                                  |
| Нонна Терентьєва   | москвичка, хозяйка музичного салону (нет в титрах)            |
| Марк Захаров       | проводжаючий Олександра Донченко (нет в титрах)               |
| Андрій Міронов     | проводжаючий Олександра Донченко (нет в титрах)               |

Також в епізодах: В. Афанасьєв, Б. Архимович, В. Вертоградова, Михайло Кирин, Римма Кирина, Євгеній Лисенко, Володимир Маляр, Л. Шур.

## Знімальна група
- Сценаристи: Ігор Муратов, Олександр Муратов
- Режисер-постановник: Олександр Муратов
- Оператор-постановник: Олександр Яновський
- Художник-постановник: Петро Слабинський
- Композитор: Олег Каравайчук
- Текст пісні Олександра Муратова
- Звукооператор: Рива Бісновата
- Режисери: Віталій Кондратов, О. Бойцова
- Оператор: Вілен Калюта
- Монтажер: Нехама Ратманська
- Художник по костюмах: Галина Фоміна
- Художник по гриму: Ніна Тихонова
- Художник-декоратор: Григорій Павленко
- Комбіновані зйомки: художник — Валентин Корольов, оператор — Олександр Пастухов
- У фільмі використана музика з творів Скарлатті і О. Скрябіна
- Директор картини: Л. Витязь